# 米耶朗
米耶朗（法語：Miélan，法語發音：[mjelɑ̃]）是法国热尔省的一个市镇，属于米朗德区。

## 地理
米耶朗（43°25'47"N, 0°18'29"E）面积21.88 平方千米，位于法国奧克西塔尼大區热尔省，该省份为法国西南部内陆省份，北起顺时针与洛特-加龙省、塔恩-加龙省、上加龙省、上比利牛斯省、大西洋比利牛斯省和朗德省接壤。
与米耶朗接壤的市镇（或旧市镇、城区）包括：奥奥萨、巴聚格、卡斯泰、埃斯唐普、拉斯、拉吉昂马祖、萨代扬、圣多德、蒂亚克。

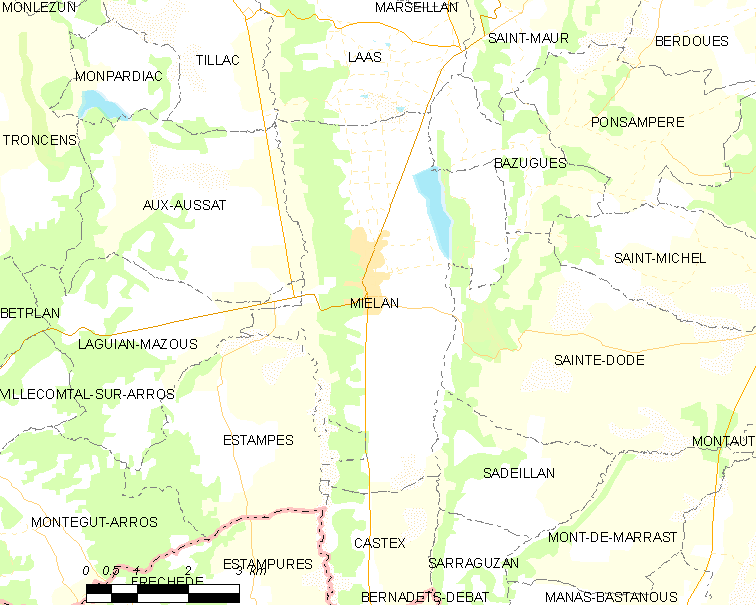
米耶朗的OSM定位图

米耶朗的时区为UTC+01:00、UTC+02:00（夏令时）。

## 行政
米耶朗的邮政编码为32170，INSEE市镇编码为32252。

## 政治
米耶朗所属的省级选区为米朗德-阿斯塔拉克县。

## 人口

1962-2008年间米耶朗人口变化图示

米耶朗于2022年1月1日时的人口数量为1132人。